# Pomnik Stanisława Kubisty w Katowicach

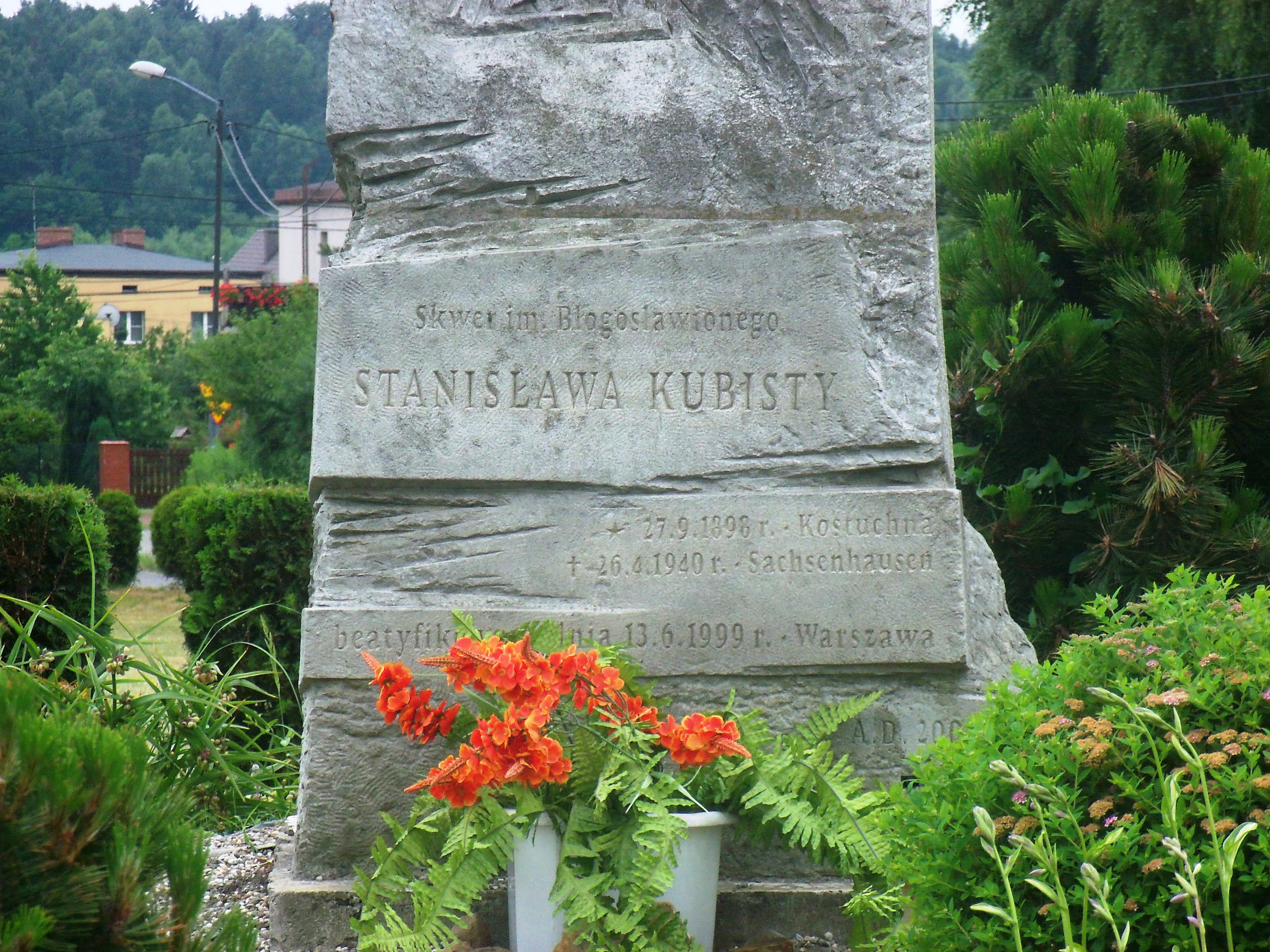
Napis na pomniku

Pomnik bł. Stanisława Kubisty w Katowicach – pomnik położony w południowej części Katowic, w dzielnicy Kostuchna, na skwerze bł. Stanisława Kubisty, w sąsiedztwie kościoła pw. Trójcy Przenajświętszej i pomnika Powstańców Śląskich – mieszkańców Kostuchny.
Pomnik to obelisk z wyobrażeniem krzyża, upamiętniający urodzonego w Kostuchnie (dzisiejsza część Katowic) błogosławionego Stanisława Kubistę. Monument został wystawiony w 2000, na skwerze bł. S. Kubisty, pomiędzy ul. Migdałowców i ul. Tadeusza Boya-Żeleńskiego. Jego autorem jest artysta rzeźbiarz Mirosław Kiciński (1943–2004).
Napis na pomniku:

Skwer im. Błogosławionego
STANISŁAWA KUBISTY
¤ 27.9.1898 r. – Kostuchna
† 26.4.1940 r. – Sachsenhausen
beatyfikowany dnia 13.6.1999 r. – WarszawaA.D. 2000